# Парадор

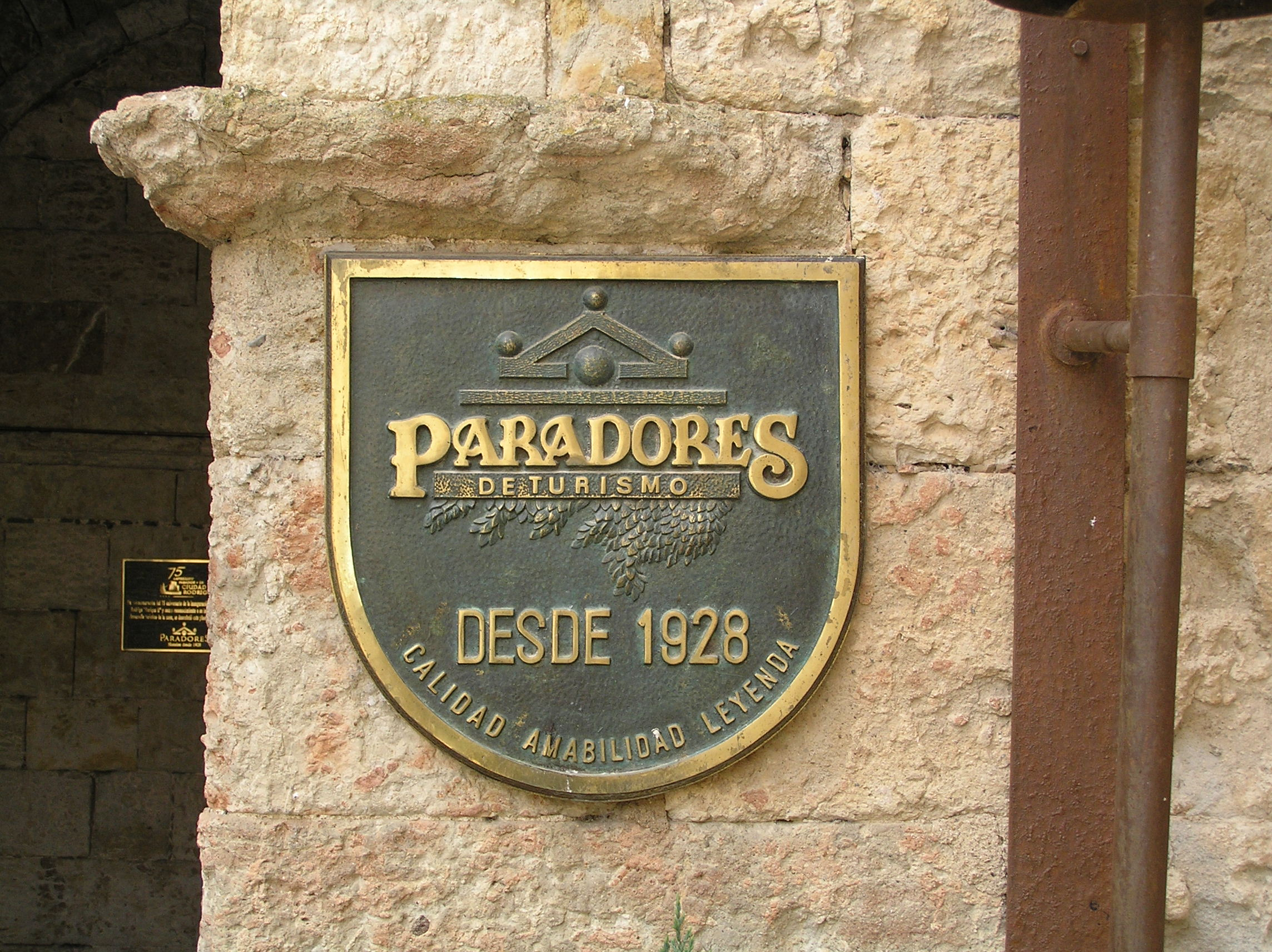
Эмблема парадоров

Парадо́р (исп. parador — «постоялый двор») — название специального типа отелей, появившихся в Испании в 1928 году и выступающих важным инструментом туристической политики. Для парадоров используют исторические здания (бывшие крепости, замки, монастыри и дворцы правителей), находящиеся в живописной местности и, как правило, находящиеся в государственной собственности. Первым открывшимся в стране парадором стал Гредос в одноимённых горах в провинции Авила. В цепочку отелей под управлением компании PARADORES DE TURISMO DE ESPAÑA, S.M.E.S.A. входят более 90 парадоров.